# Разанадрасоа, Эстер
Эстер Разанадрасуа (малаг. Esther Razanadrasoa, род. 1892, Антананариву, Мадагаскар, — 14 апреля 1931) — мадагаскарская писательница, прозаик и журналист. Являлась главным редактором литературного журнала «Tsara Hafatra».

## Биография
Родилась Эстер в 1892 году, в столице Мадагаскара, городе Антананариву. Она была воспитана в семье отца который также являлся журналистом, писателем и композитором. Псевдоним Anja-Z ей придумала её мама. Следуя по стопам отца она стала писать романы, стихи и пьесы. Хотя её поэзия не была опубликована при жизни, она опубликовала ряд романов, некоторые из которых считались весьма успешными.
В одном из своих романов швейцарская писательница Дуна Луп рассказывает историю Эстер Разанадрасуа и её возлюбленного Жан-Жозефа Рабеаривелу, начинающего местного поэта.
После её безвременной смерти 14 апреля 1931 года Рабиривелу рассказал о своих близких отношениях с Разанадрасуа и опубликовал три её стихотворения, которые он перевёл на французский язык. По словам самого Рабеаривелу, она умерла от абортов, которые принимала в попытке предотвратить беременность после того, как переспала с ним.